# Bezirksgemeinde Gulbene
Die Bezirksgemeinde Gulbene (Gulbenes novads) – wie alle Novadi Lettlands in rechtlichem Sinne eine Großgemeinde – liegt im Nordosten Lettlands in der Landschaft Vidzeme, dem historischen Livland.

## Geographie
Das Gebiet grenzt im Nordwesten an die Bezirksgemeinde Smiltene, im Nordosten an die Bezirksgemeinde Alūksne, im Osten an die Bezirksgemeinde Balvi, im Süden an die Bezirksgemeinde Madona und im Westen an die Bezirksgemeinde Cēsis.
Durch das Gebiet fließt im eher flachen Osten die Pededze und im hügeligen, bewaldeten Westen die Gauja. Neben der Bahnstrecke Riga–Pytalowo besteht noch eine Schmalspurbahn, die Bahnstrecke Gulbene–Alūksne.

## Bevölkerung
Die Bezirksgemeinde umfasst die Stadt (pilsēta) Gulbene und 13 Gemeinden (pagasti):
| - Beļava - Dauksti - Druviena - Galgauska - Jaungulbene | - Lejasciems - Litene - Lizums - Līgo - Ranka | - Stāmeriena - Stradi - Tirza |

25.073 Einwohner lebten 2009 in der Bezirksgemeinde.

## Sehenswürdigkeiten

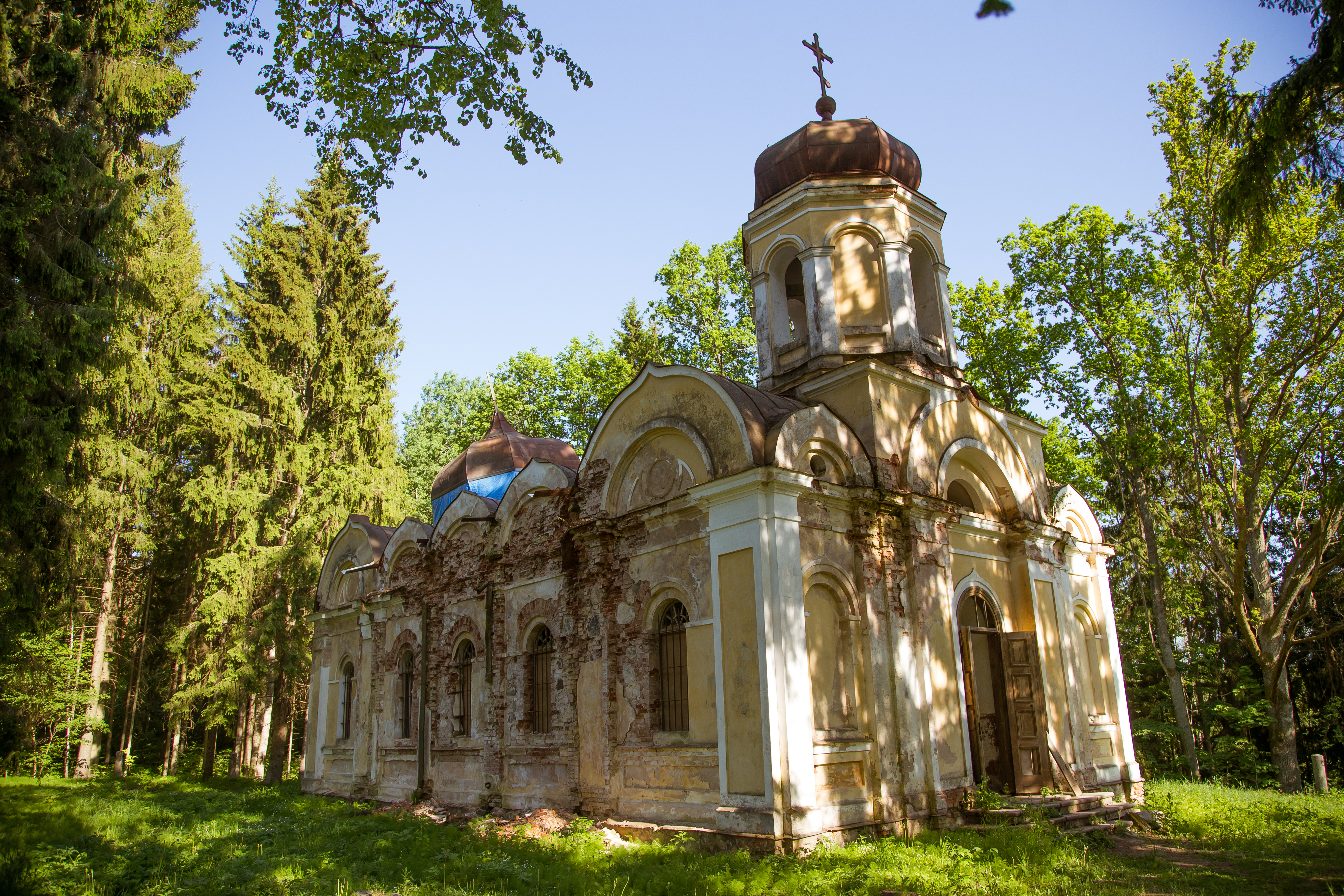
Orthodoxe Kirche Johann Baptist in Galgauska
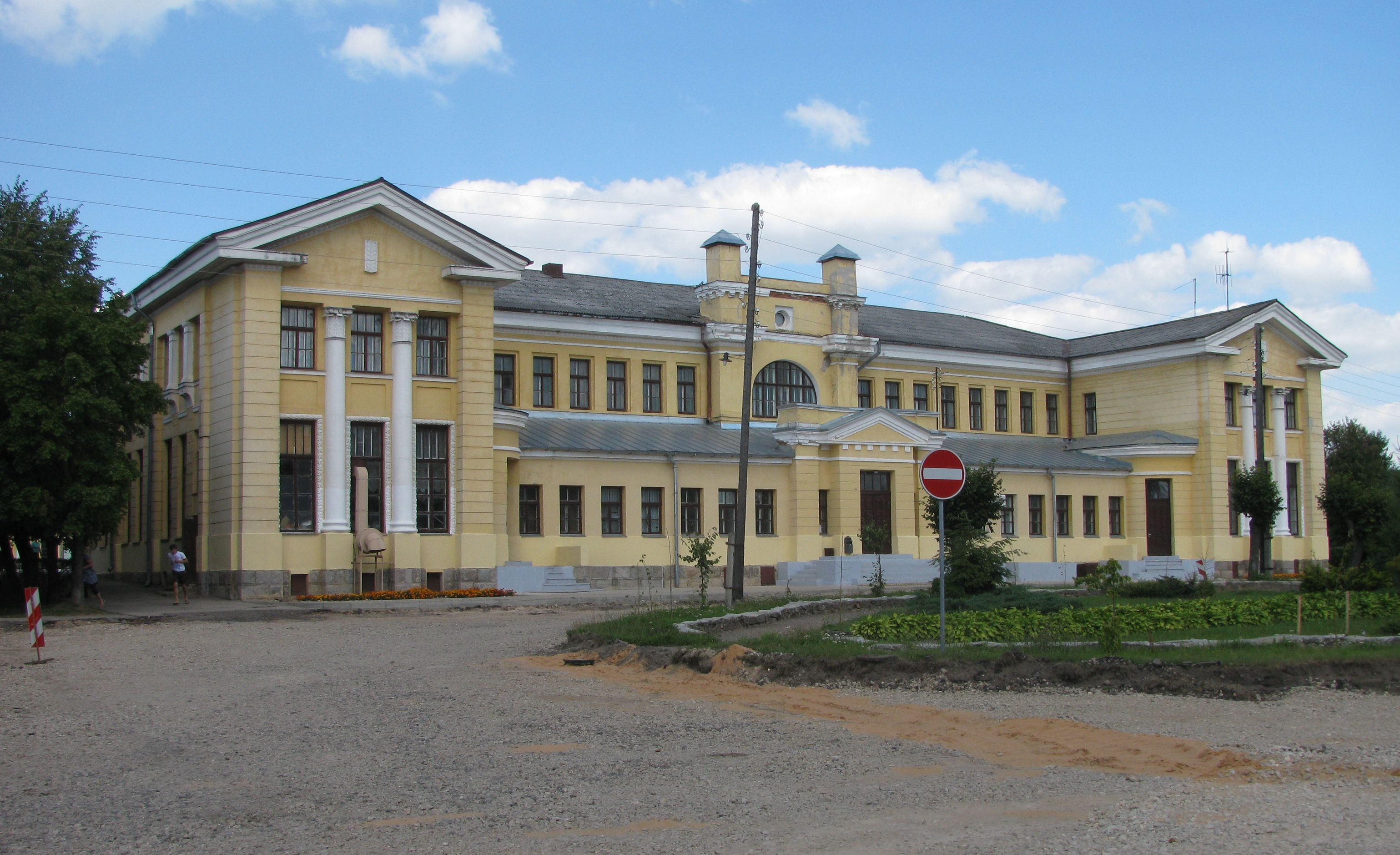
Bahnhof Gulbene
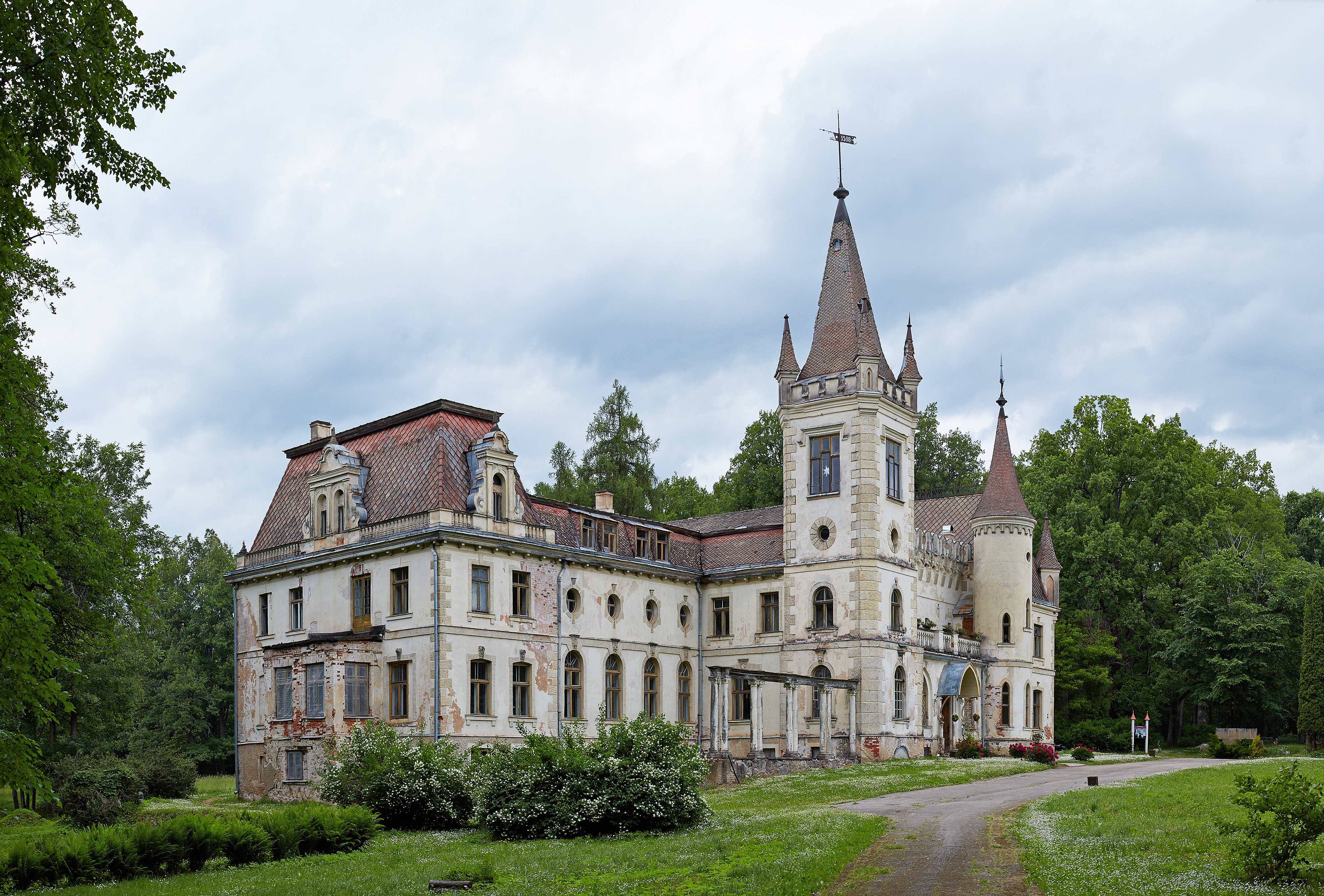
Herrenhaus Stomersee in Stāmeriena
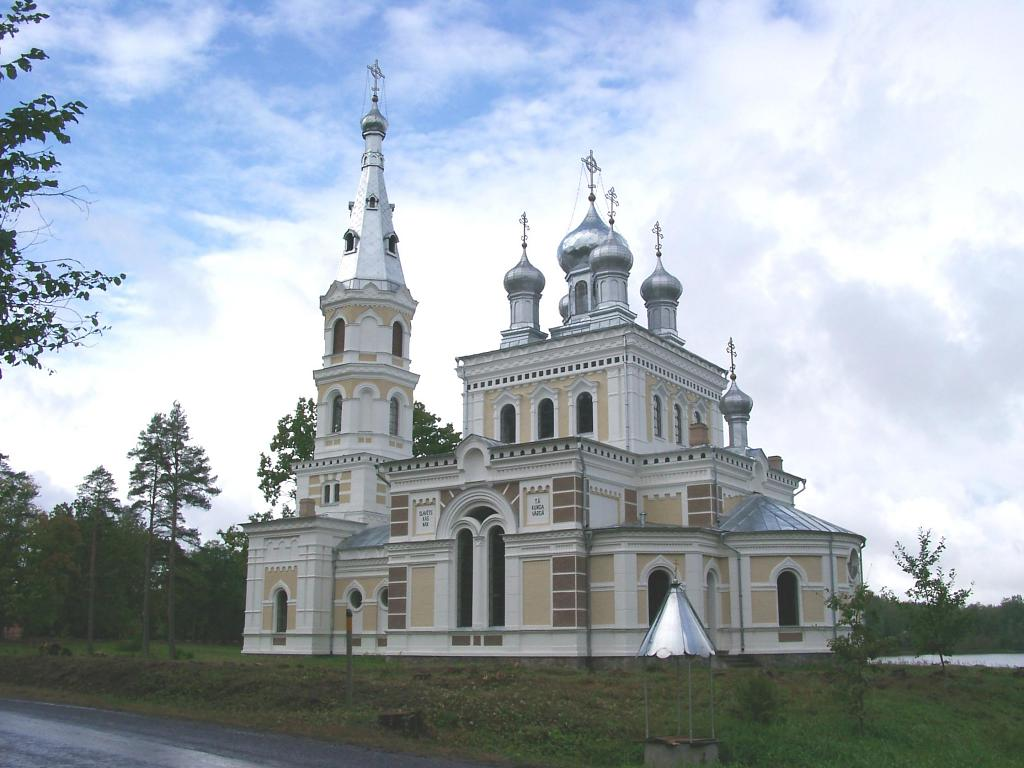
Orthodoxe Kirche Alexander Newski in Stāmerienas, erbaut von 1902 bis 1904
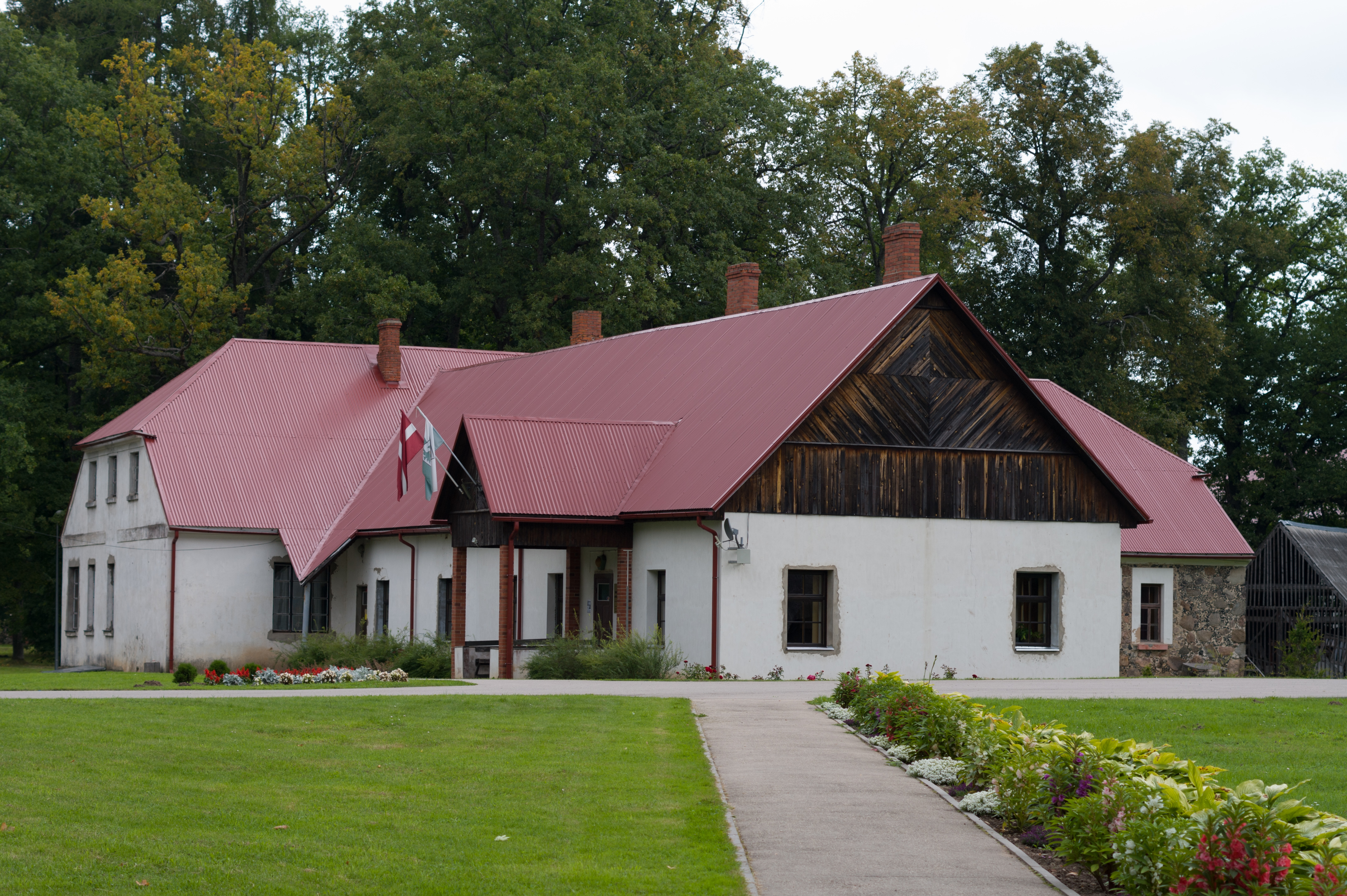
Herrenhaus Litene
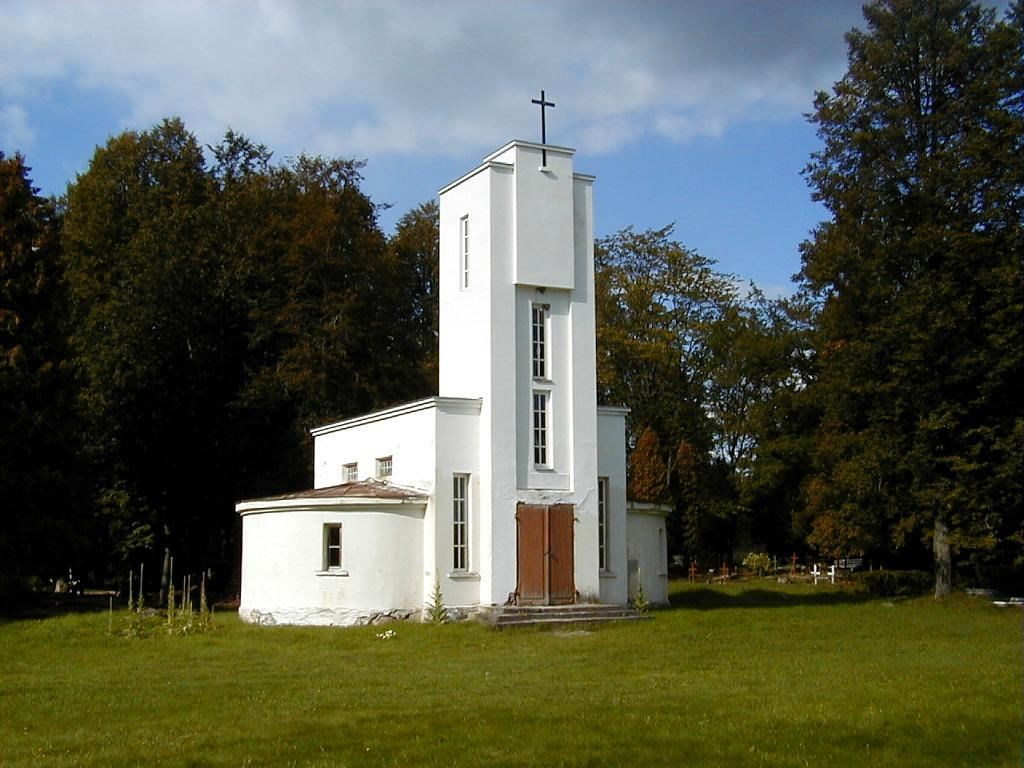
Friedhofskapelle in Litene
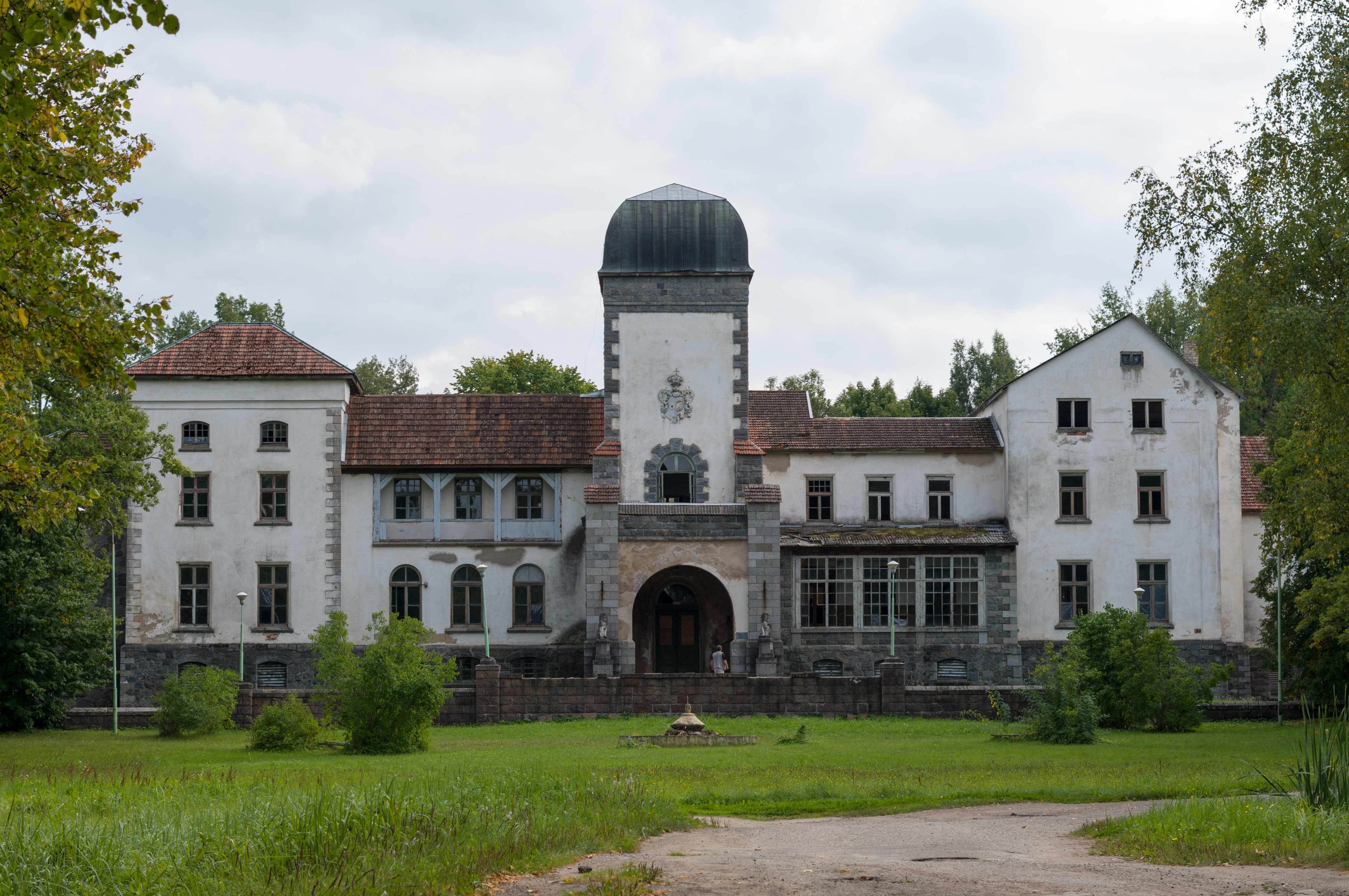
Herrenhaus Neu Schwanenburg in Jaungulbene
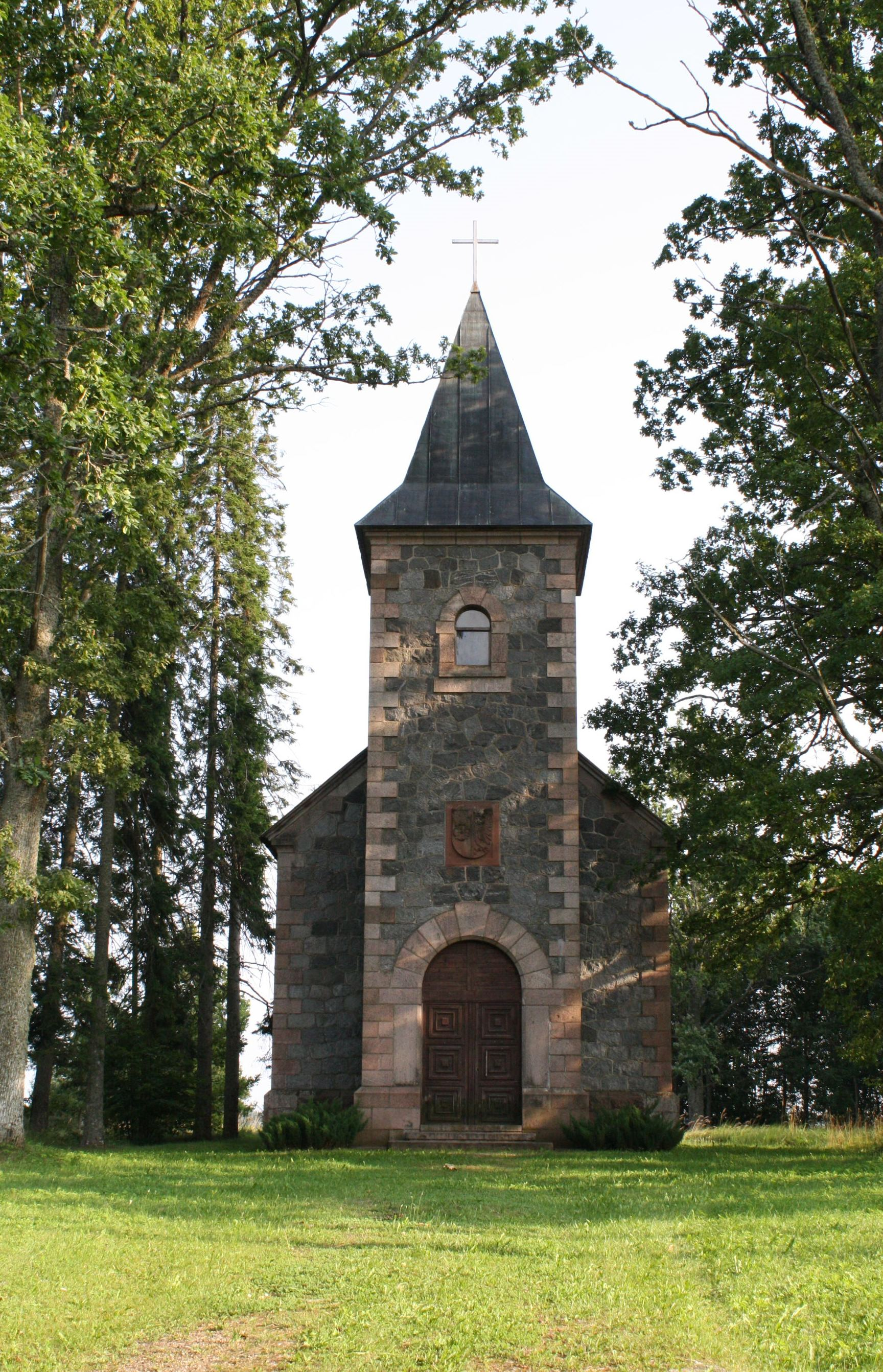
Evangelisch-Lutherische Kirche im Park des Herrenhauses von Jaungulbene mit dem Wappen der Familie Transehe-Roseneck über der Eingangstür, erbaut von 1892 bis 1893
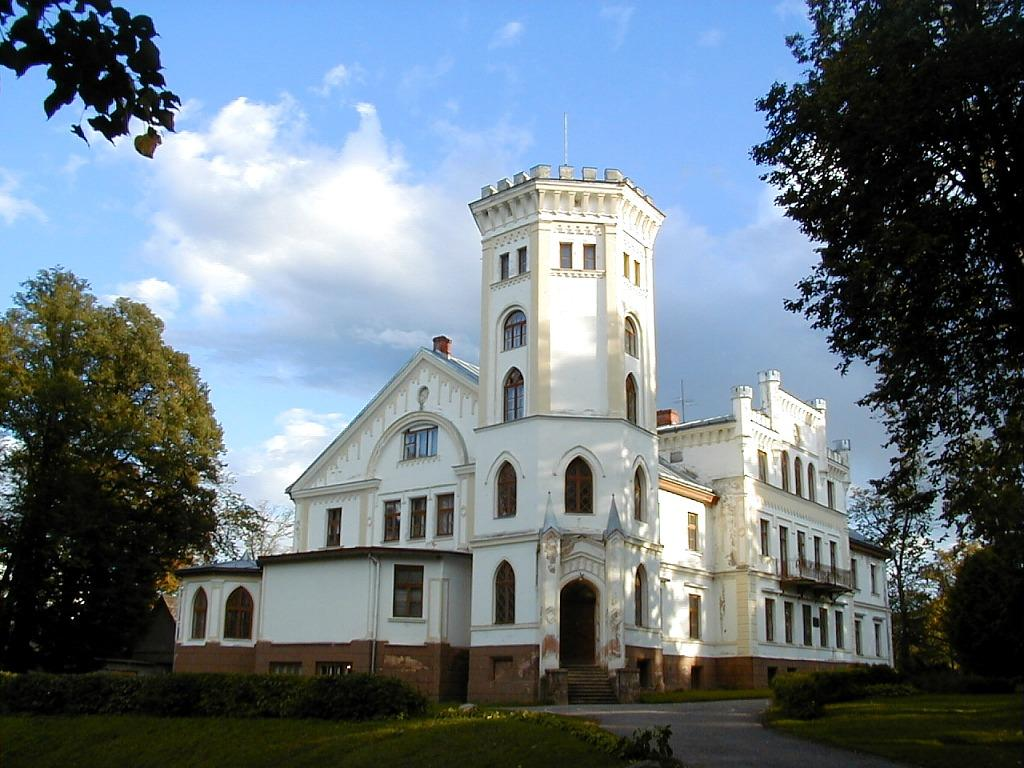
Herrenhaus Lisohn in Lizums
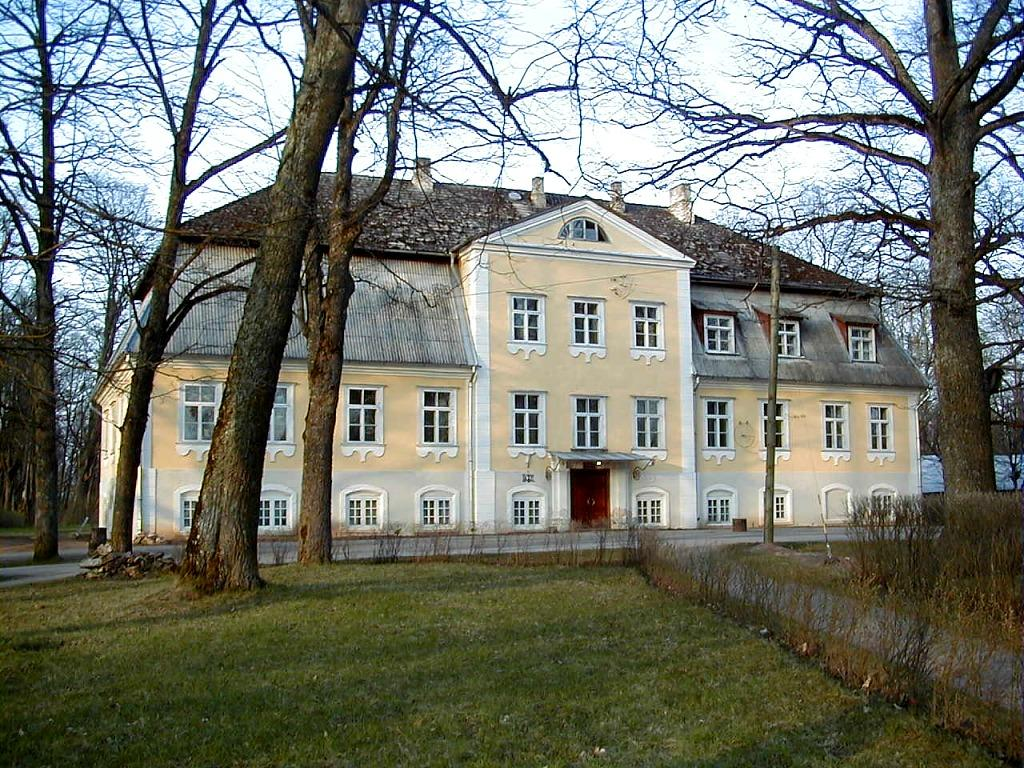
Herrenhaus Kortenhof in Beļava
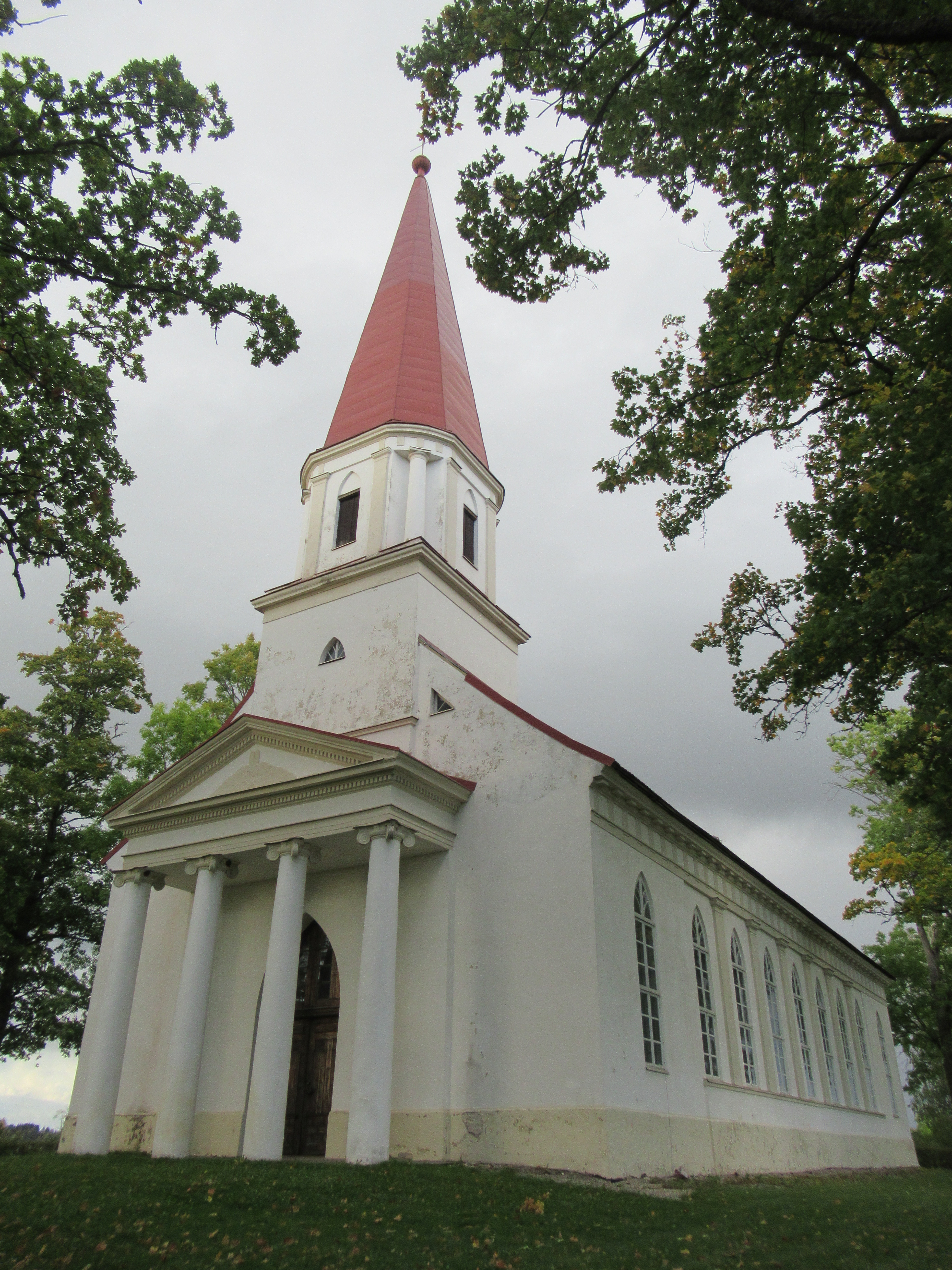
Evangelisch-lutherische Kirche Tirza, erbaut von 1823 bis 1826
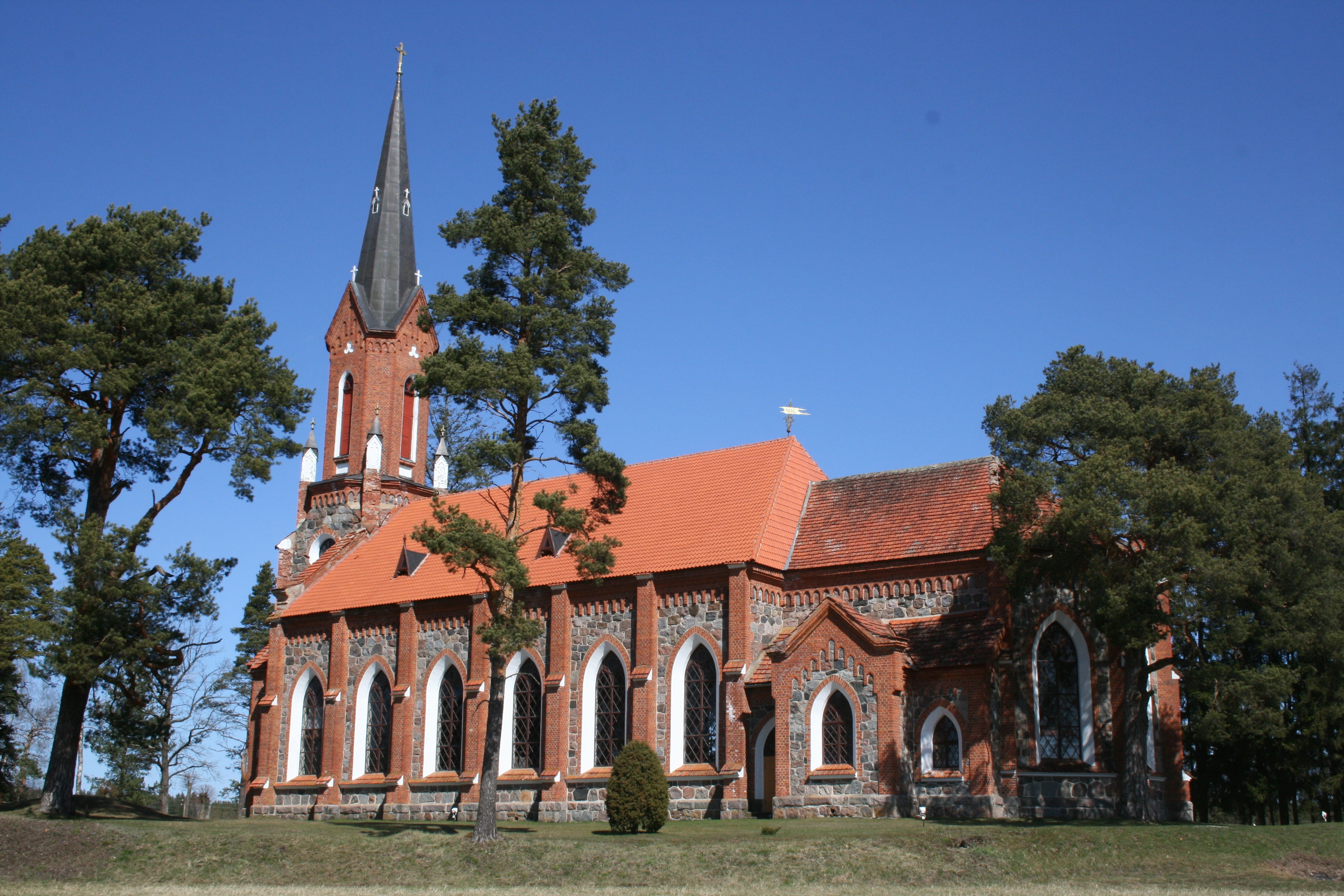
Lutherische Kirche Velēna (Gemeinde Lizums), erbaut von 1896 bis 1898
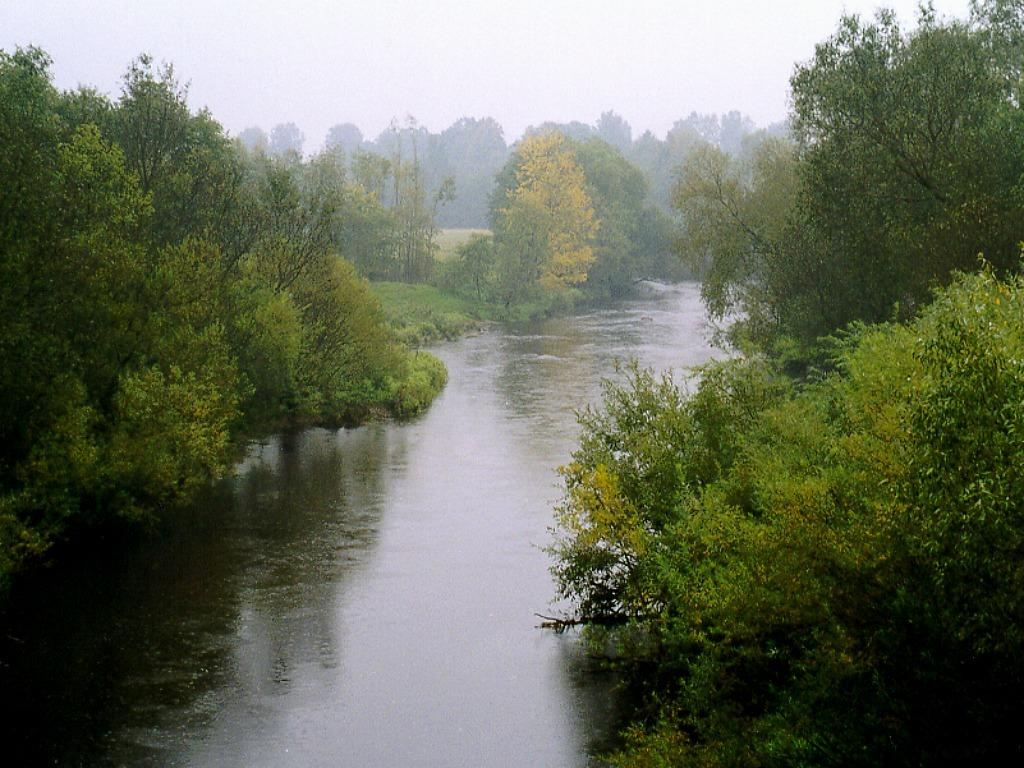
Der Fluss Pededze bei Litene

## Nachweise
1. ↑  Law on Administrative Territories and Populated Areas. likumi.lt, abgerufen am 16. September 2021.